# Burkina Faso en los Juegos Paralímpicos de Sídney 2000
Burkina Faso estuvo representada en los Juegos Paralímpicos de Sídney 2000 por un deportista masculino. El equipo paralímpico burkinés no obtuvo ninguna medalla en estos Juegos.